# Actinodura morrisoniana
Actinodura morrisoniana е вид птица от семейство Leiothrichidae. Видът е незастрашен от изчезване.

## Разпространение
Разпространен е в Китай и Тайван.